# Athletic Club 2007-2008
La pagina racchiude la rosa dell'Athletic Club nella stagione 2007-08

## Rosa
| N. |                   | Ruolo | Calciatore              |
| -- | ----------------- | ----- | ----------------------- |
| 1  | Spagna (bandiera) | P     | Armando Riveiro         |
| 1  | Spagna (bandiera) | P     | Gorka Iraizoz           |
| 2  | Spagna (bandiera) | D     | Unai Expósito           |
| 3  | Spagna (bandiera) | D     | Asier Del Horno         |
| 4  | Spagna (bandiera) | D     | Ustaritz Aldekoaotalora |
| 5  | Spagna (bandiera) | D     | Fernando Amorebieta     |
| 6  | Spagna (bandiera) | D     | Iban Zubiaurre          |
| 7  | Spagna (bandiera) | C     | Tiko                    |
| 8  | Spagna (bandiera) | C     | Joseba Garmendia        |
| 9  | Spagna (bandiera) | A     | Fernando Llorente       |
| 10 | Spagna (bandiera) | C     | Francisco Yeste         |
| 11 | Spagna (bandiera) | C     | Igor Gabilondo          |
| 12 | Spagna (bandiera) | D     | Koikili Lertxundi       |
| 13 | Spagna (bandiera) | P     | Daniel Aranzubía        |
| 14 | Spagna (bandiera) | D     | Luis Prieto             |

| N. |                   | Ruolo | Calciatore        |
| -- | ----------------- | ----- | ----------------- |
| 15 | Spagna (bandiera) | D     | Andoni Iraola     |
| 16 | Spagna (bandiera) | C     | Pablo Orbaiz      |
| 17 | Spagna (bandiera) | A     | Joseba Etxeberria |
| 18 | Spagna (bandiera) | C     | Carlos Gurpegi    |
| 19 | Spagna (bandiera) | D     | Ander Murillo     |
| 20 | Spagna (bandiera) | D     | Aitor Ocio        |
| 21 | Spagna (bandiera) | C     | David Cuéllar     |
| 22 | Spagna (bandiera) | C     | Iñaki Muñoz       |
| 23 | Spagna (bandiera) | A     | Aritz Aduriz      |
| 24 | Spagna (bandiera) | A     | Javi Martínez     |
| 25 | Spagna (bandiera) | A     | David López       |
| 27 | Spagna (bandiera) | C     | Markel Susaeta    |
| 28 | Spagna (bandiera) | A     | Ion Vélez         |
| 43 | Spagna (bandiera) | A     | Urko Arroyo       |
| 45 | Spagna (bandiera) | A     | Aitor Ramos       |

### Staff tecnico
- Allenatore:  Joaquín Caparrós

### Statistiche
- 36: Iraola
- 35: Llorente
- 34: Amorebieta, J.Martínez
- 33: Aduriz
- 31: David López
- 29: Susaeta
- 27: Koikili, Aitor Ocio
- 26: Gabilondo
- 25: Etxeberria
- 24: Yeste,
- 23: Orbaiz
- 20: Ustaritz
- 18: Garmendia,
- 16: Armando, Del Horno,
- 13: Iraizoz, Muñoz
- 10: Aranzubia
- 9: Ion Vélez
- 7: Cuéllar
- 6: Murillo
- 5: Gurpegi, Aitor Ramos
- 3: Expósito, Prieto
- 2: Tiko,
- 1: Zubiaurre, Urko

- 11:  Llorente
- 7: Aduriz
- 4: Gabilondo, Etxeberria, Susaeta
- 3: Yeste
- 2: David López
- 1: Garmendia, Koikili, Iraola, J.Martínez

## Risultati
- Campionato: 11º Posto
- Coppa del Re: Eliminato ai quarti di finale dal Racing Santander (0-2 e 3-3 il doppio risultato).